# 공주 동불사 목조석가여래좌상
공주 동불사 목조석가여래좌상(公州 東佛寺 木造釋迦如來坐像)은 대한민국 충청남도 공주시 동불사에 있는 조선시대의 불상이다. 2019년 1월 30일 충청남도의 문화재자료 제423호로 지정되었다.

## 개요
동불사는 1918년 본정(本町) 162번지(공주시 중동 180)에 마곡사 공주포교당으로 설립, 1936년 현재 위치(공주시 반죽동 98-2)로 옮겨 신행과 포교활동의 중요 역할을 하고 있는 사찰이다.
목조여래좌상은 동불사의 대웅전에 봉안되어 있는데 결가부좌한 중형불상으로 오른손은 무릅 위에 손가락을 밑으로 자연스럽게 내리고 왼손은 손바닥을 위로 엄지와 중지를 맞댄 수인을 하고 있다. 불상은 약간 머리와 상반신을 앞으로 수그린 자세를 취하고 있음. 머리 전체에 뾰족한 나발이 촘촘이 있고 육계가 거의 표현되지 않았고 계란형의 얼굴에 목 밑에는 완만한 삼도가 새겨져 있다.
공주 동불사 목조석가여래좌상은 비록 상의 전래나 원 소장처를 알 수 없다는 한계가 있으나, 충남 지역의 흔치 않은 조선후기 목조석가여래좌상으로 조선후기 불상 조성양식의 일면을 잘 보여주며 보존상태가 양호하다.

## 참고 문헌
- 공주 동불사 목조석가여래좌상 - 국가유산청 국가유산포털